# Memoriał Mariana Rosego 1983
Memoriał Mariana Rosego 1983 – 10. edycja turnieju żużlowego, który miał na celu upamiętnienie polskiego żużlowca Mariana Rosego, który zginął tragicznie w 1970 roku, odbyła się 10 lipca 1983 roku w Toruniu. Turniej wygrał Wojciech Żabiałowicz.

## Wyniki
- Toruń, 10 lipca 1983

| Msc. | Zawodnik                | Klub         | Pkt  |             |  |
| ---- | ----------------------- | ------------ | ---- | ----------- |  |
| 1    | Wojciech Żabiałowicz    | Toruń        | 15   | (3,3,3,3,3) |  |
| 2    | Bogusław Nowak          | Gorzów Wlkp. | 14   |             |  |
| 3    | Tadeusz Wiśniewski      | Toruń        | 11+3 |             |  |
| 4    | Grzegorz Dzikowski      | Gdańsk       | 11+2 |             |  |
| 5    | Leon Kujawski           | Gniezno      | 9    |             |  |
| 6    | Mirosław Berliński      | Gdańsk       | 9    |             |  |
| 7    | Eugeniusz Miastkowski   | Toruń        | 8    |             |  |
| 8    | Zdzisław Rutecki        | Bydgoszcz    | 8    |             |  |
| 9    | Stefan Karlsson         | Szwecja      | 6    |             |  |
| 10   | Marek Towalski          | Gorzów Wlkp. | 6    |             |  |
| 11   | Zenon Plech             | Gdańsk       | 4    |             |  |
| 12   | Andrzej Maroszek        | Bydgoszcz    | 4    |             |  |
| 13   | Zygmunt Słowiński       | Toruń        | 3    |             |  |
| 14   | Ryszard Buśkiewicz      | Bydgoszcz    | 3    |             |  |
| 15   | László Bódi             | Węgry        | 0    |             |  |
| 16   | Tommy Engman            | Szwecja      | 0    |             |  |
|      | rez. Jan Woźnicki       | Toruń        | 6    |             |  |
|      | rez. Marek Kończykowski | Toruń        | 4    |             |  |

### Bieg dodatkowy o 3. miejsce
1. Wiśniewski, Dzikowski